# Christen Friis Rottbøll
Pour les articles homonymes, voir Friis.
Christen Friis Rottbøll, ou Rottboel, né le 3 mars 1727 à Hørbygård et mort le 15 juin 1797 à Copenhague, est un médecin danois et botaniste qui fut élève de Carl von Linné.

## Biographie
Il poursuit ses études à l'université de Copenhague, d'abord la théologie, puis la médecine dont il obtient un doctorat en 1755, grâce à une thèse intitulée De morbis deuteropathicis seu sympathicis. Il voyage ensuite à l'étranger en 1757-1761 pour approfondir ses connaissances en médecine et étudier particulièrement la botanique et la chimie. En Suède, il étudie la botanique à l'université d'Uppsala auprès de Carl von Linné.
Rottbøll est nommé à son retour en 1761 au jardin botanique de Copenhague où il succède à Oeder en qualité de directeur, en 1771. Il est nommé professeur à la chaire de médecine en 1776 et reçoit du régent Frédéric (au nom du roi Christian VII, aliéné mental) le titre de conseiller royal (konferensråd) en 1784.
En tant que médecin, il s'intéresse à la variole dont il réforme les campagnes de variolisation qui avaient cours à Copenhague depuis 1755. Il abolit le traitement médical avant et après la variolisation en prescrivant une inoculation aux doses systématiquement plus faibles.
En tant que botaniste, Rottbøll dresse la première liste exhaustive de la flore du Groenland. Il publie également des descriptions de plantes exotiques rapportées des colonies des Indes danoises par König, ainsi que des plantes rapportées du Suriname et collectées par Rolander,.
Il baptise le genre Rolandra (Asteraceae) en l'honneur de Rolander et le genre Kyllinga (Cyperaceae) en l'honneur de Kylling. Carl von Linné le Jeune lui dédie le genre Rottboellia (Poaceae). Des espèces sont nommées d'après lui pour honorer sa mémoire, comme Lepidosperma rottboellii (Cyperaceae) Schrad. ex Schult. et Tetraria rottboellii (Cyperaceae) C.B.Clarke.

## Source
- (en) Cet article est partiellement ou en totalité issu de l’article de Wikipédia en anglais intitulé « Christen Friis Rottbøll » (voir la liste des auteurs).

Rottb. est l’abréviation botanique standard de Christen Friis Rottbøll.
Consulter la liste des abréviations d'auteur en botanique ou la liste des plantes assignées à cet auteur par l'IPNI, la liste des champignons assignés par MycoBank, la liste des algues assignées par l'AlgaeBase et la liste des fossiles assignés à cet auteur par l'IFPNI.